# Tonina (S-62)
El Tonina (S-62) es un submarino diesel-eléctrico de la clase Daphne (conocida en España como clase Delfín) que fue utilizado por la Armada española entre los años 1973 y 2005. Durante sus 32 años de servicio participó en diversas maniobras nacionales e internacionales, recorrió más de 200.000 millas navegadas, hizo más de 31.000 horas de inmersión y sirvieron en este submarino más de mil marineros. En el momento de su retiro era el submarino que más tiempo había prestado servicio en la historia del Arma Submarina Española, superando a su predecesor el Delfín (S-61).
Actualmente la Armada está estudiando la posibilidad de que el S-62 Tonina pudiera acabar de buque museo en Cartagena imitando la situación del Delfín (S-61), que tras su retiro se encuentra como "museo flotante" en Torrevieja y que recibió más de un millón de visitas en los 10 primeros años que se instaló allí En diciembre de 2022 el ayuntamiento de Cartagena aprobó una primera dotación presupuestaria de 500.000 euros para la conversión, que se estima en un total de 4 millones de euros. Se ubicará en la plaza del antiguo CIM, en el entorno del Museo Naval cerca del submarino Peral.

## Construcción y características

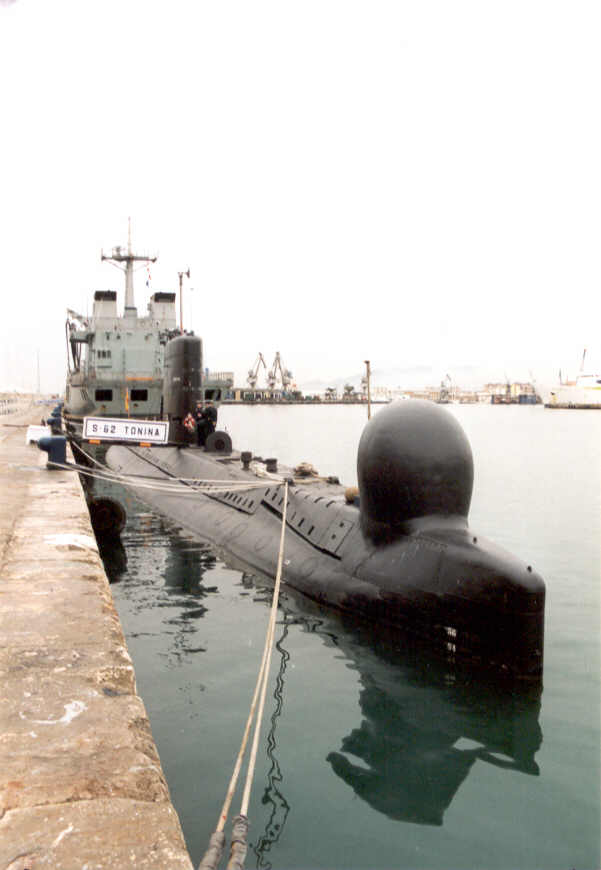
El Tonina (S-62) amarrado en el puerto de Málaga en fecha indeterminada.

Fue construido en los astilleros de Cartagena (Murcia). La botadura fue el 10 de marzo de 1972.
Es un submarino de diseño francés clase Daphne (conocidos como clase Delfín o serie S-60 en España) desplaza 860 t en superficie, mientras que sumergido desplazaba 1040 t. Tiene una eslora de 57,75 m, una manga de 6,74 m y un calado de 5,2 m. Era propulsado por un sistema diésel-eléctrico, compuesto por dos motores diésel y dos motores eléctricos que transmitían a dos hélices, con las cuales alcanzaba los 13 nudos de velocidad en superficie, y 15'5 nudos sumergido. El submarino fue diseñado para sumergirse a una profundidad de 300 m (980 pies) y su autonomía es de 30 días. 
Respecto a su armamento tiene 12 tubos lanzatorpedos de calibre 550 mm.; ocho tubos en la proa, dos en la popa y uno en cada aleta. Mientras que los tubos delanteros contienen torpedos de longitud completa (ya sea contra un barco o contra un submarino), los tubos de popa solo contienen torpedos más cortos (solo contra submarinos, en autodefensa). Tiene la posibilidad de sustituir los torpedos por minas pero su gran talón de Aquiles es la imposibilidad de portar torpedos de reserva debido al escaso espacio disponible.
Está diseñado para misiones de tipo:
- patrullas contra fuerzas de superficie o submarinas
- ataque al tráfico marítimo
- reconocimiento
- minado
- operaciones especiales

## Historia
El programa de defensa de los submarinos clase S-60 fue aprobado por la Junta de Defensa nacional el 17 de noviembre de 1964 con Pedro Nieto Antúnez de ministro de Marina y que comprendía los dos primeros submarinos, luego ampliado a dos más y financiados por ley 85/65 de 17 de noviembre. Con un coste inicial de 700 millones de pesetas los dos primeros, el tercero de la serie subió a 1040 millones de pesetas (1964).
Los nombres y los numerales de las unidades de la serie les fueron asignados por orden ministerial 218/73 de 29 de marzo. Recibieron nombres de animales marinos: Delfín, Tonina, Marsopa y Narval, lo cual tenía un cierto precedente en los fugaces Clase Foca y Clase Tiburón, si bien, salvo excepciones (los citados anteriormente y los Peral, Monturiol, Cosme García, García de los Reyes, Mola y Sanjurjo), los submarinos de la Armada solían identificarse hasta entonces únicamente por sus numerales. 
El Tonina (S-62) fue dado de alta en el listado oficial de la Armada el 10 de octubre de 1973.
Estos submarinos fueron sometidos entre 1984 y 1988, durante su primera gran carena, a una modernización que comprendía fundamentalmente el sistema de armas, para poder lanzar torpedos filoguiados y el sistema de dsm (detección submarina). La modernización les dio un aspecto algo diferente a la proa de los submarinos, cambiándoles el domo de proa (apodada jocosamente nariz), donde se ubica el sonar.
El Tonina participó a lo largo de su vida operativa en varias maniobras internacionales, por ejemplo en el año 2001, participó junto al submarino Mistral, la fragata Andalucía (F-72) y un avión P-3B Orión del ejército del aire en el ejercicio "Dogfish 2001" de lucha antisubmarina de la OTAN celebrado en el mar Jónico, al este de Sicilia.
Fueron dados de baja entre 2003 y 2006; en el caso particular del Tonina (S-62) fue dado oficialmente de baja el 30 de septiembre de 2005. En aquel momento era el submarino español que más tiempo había servido ininterrumpidamente en la Armada Española, con 32 años de servicio. Fue retirado a un dique seco de Navantia en Cartagena (Murcia).
En 2018 aprovechando el éxito como buque museo del submarino de la misma clase Delfín (S-61) anclado en Torrevieja, que en sus diez primeros años como museo recibió un millón de visitantes, se debatió en el ayuntamiento de Cartagena convertir al Tonina en un reclamo turístico y cultural. En 2020 se estaba estudiando que el S-62 Tonina podría acabar de buque museo en Cartagena. En 2021 se propuso ponerlo en la plaza del CIM de Cartagena. En 2022 se seguía trabajando con esa posibilidad.
En diciembre de 2022 el ayuntamiento de Cartagena aprobó una primera dotación presupuestaria de 500.000 euros para la conversión, que se estima en un total de 4 millones de euros. Se ubicará en la plaza del antiguo CIM, en el entorno del Museo Naval cerca del submarino Peral.
En marzo de 2023 se presentó el proyecto de musealización en el Ayuntamiento de Cartagena. En junio de ese año fue repintado de negro.

### Buques de la clase
- Delfín (S-61)
- Marsopa (S-63)
- Narval (S-64)

### Buques similares
- Tipo 205
- Clase Oberon
- Clase Romeo
- Tipo 035

### Secuencias de designación
...→Clase Balao→ Clase Delfín → Clase Galerna → Clase Isaac Peral

### Listas relacionadas
- Submarinos de la Armada Española